# Crematorium

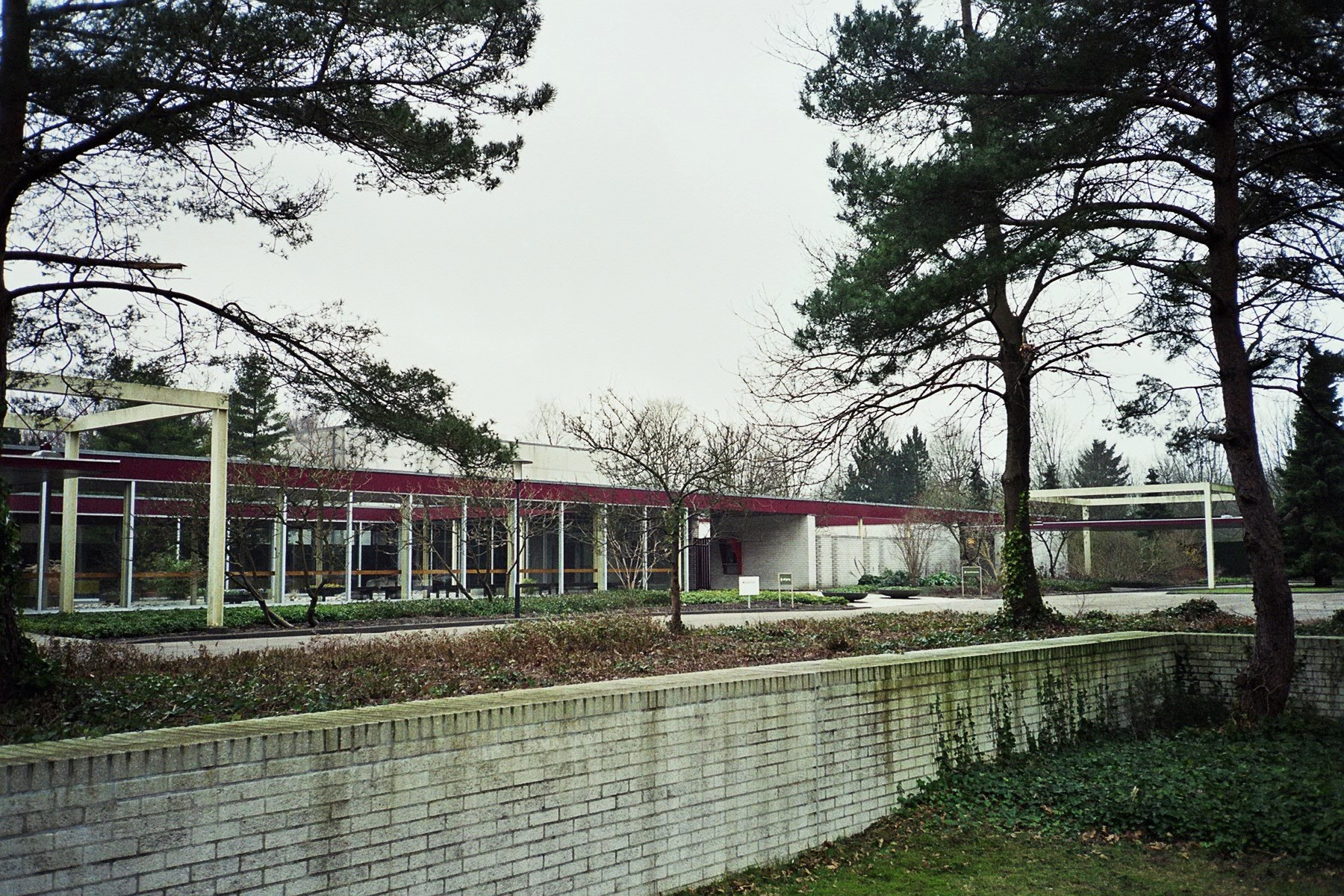
Crematorium Westgaarde in Amsterdam (2006)

Een crematorium is een gebouw waar overledenen in een oven worden gecremeerd. Het is een alternatief voor de teraardebestelling.

## Werkwijze
De lichaamsverassing gebeurt per individueel overledene en is aan strenge milieureglementen onderworpen. De verassing wordt meestal voorafgegaan door een afscheidsritueel. De katholieke uitvaartliturgie moet plaatsvinden vóór de crematie.

### Werking van een crematorium in Nederland

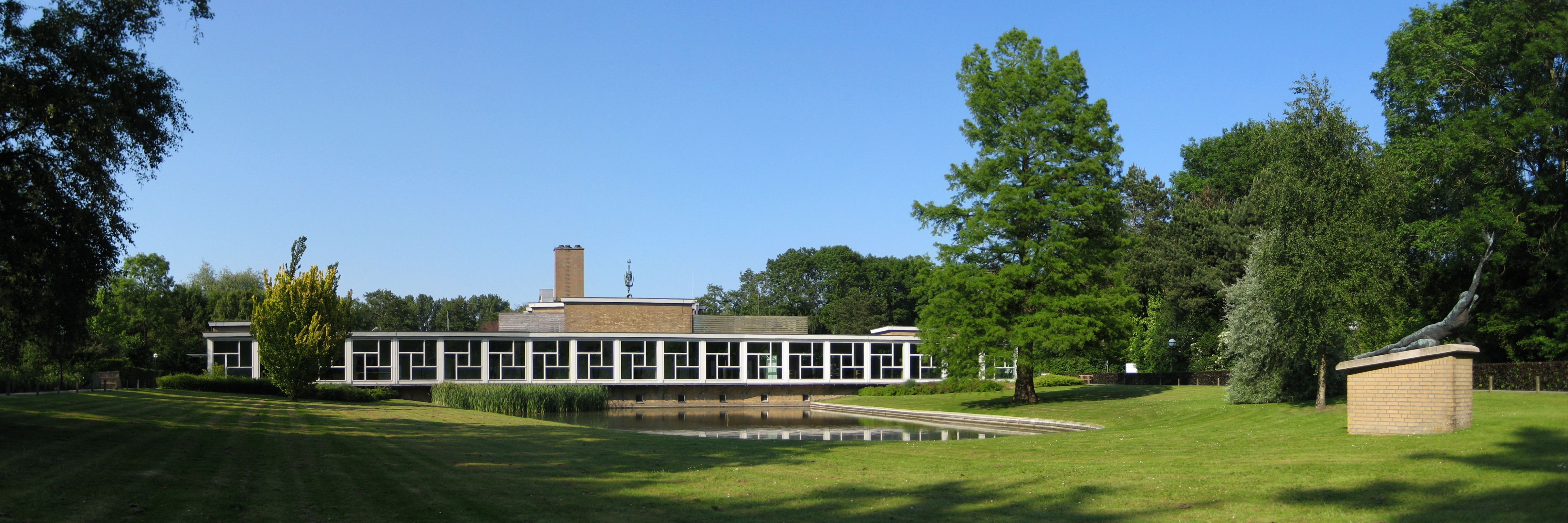
Het crematorium van Groningen in 2010

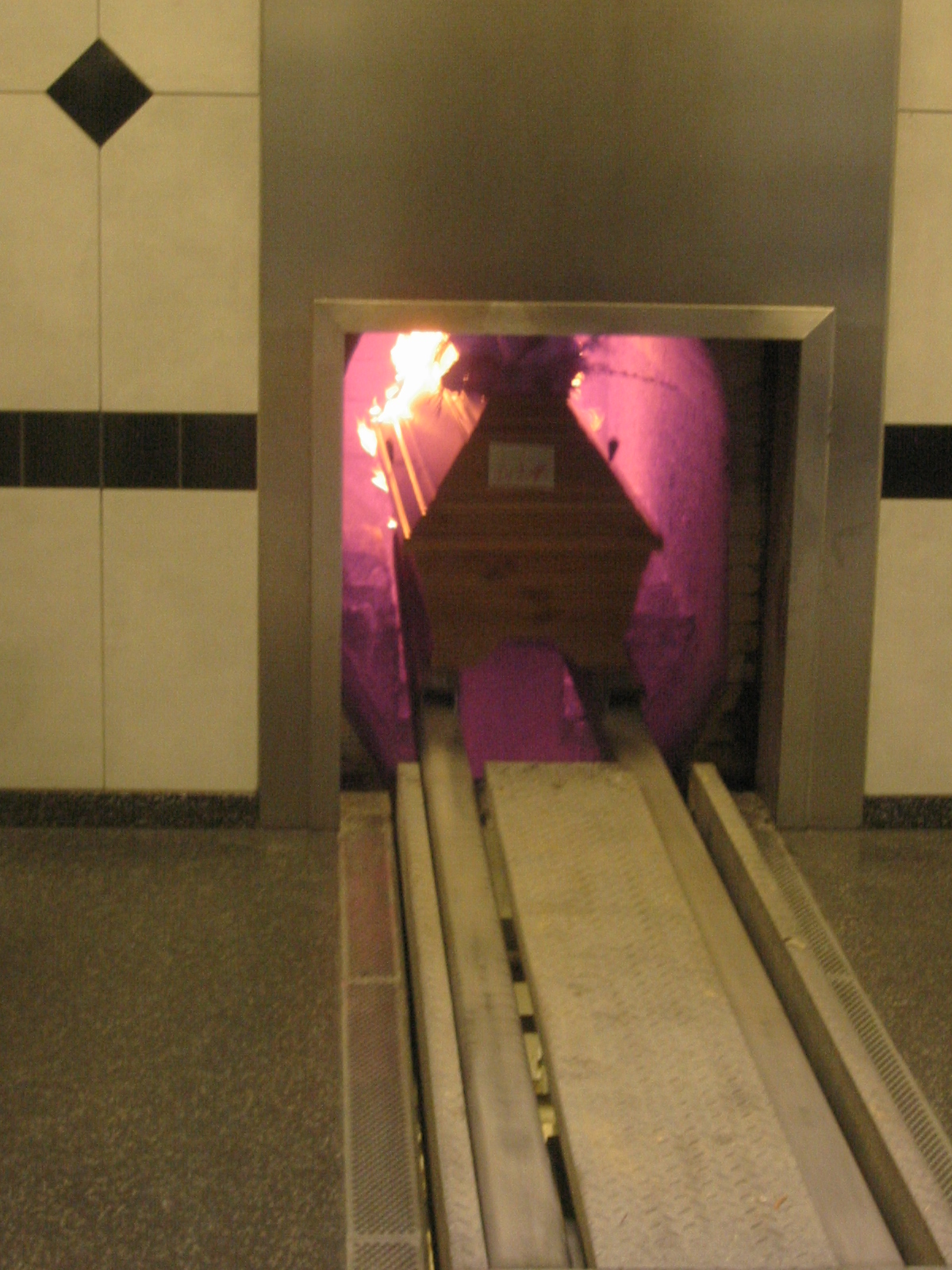
Crematieoven

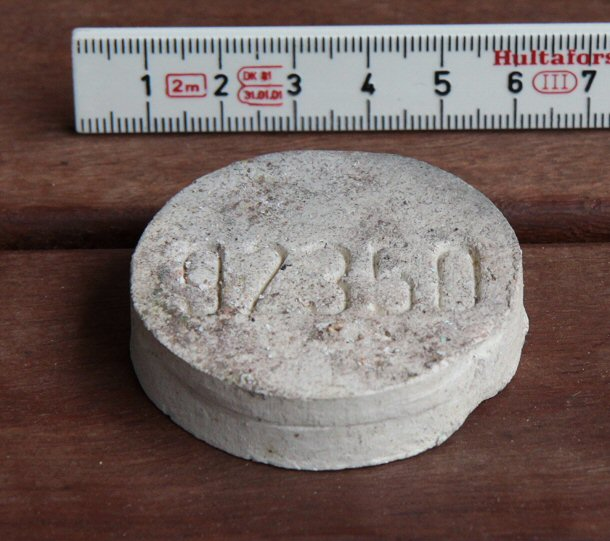
Vuurvaste steen met crematienummer

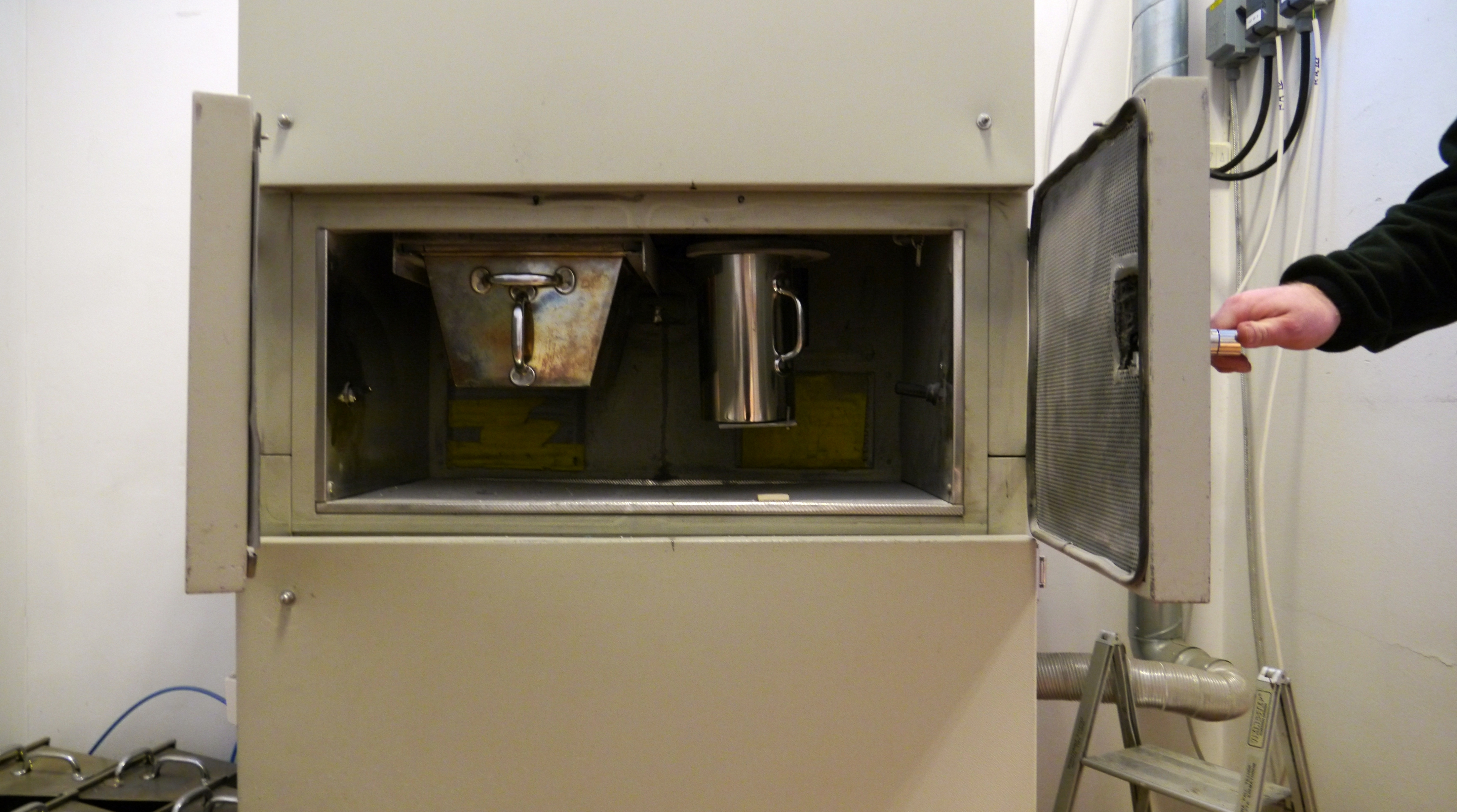
ascremulator

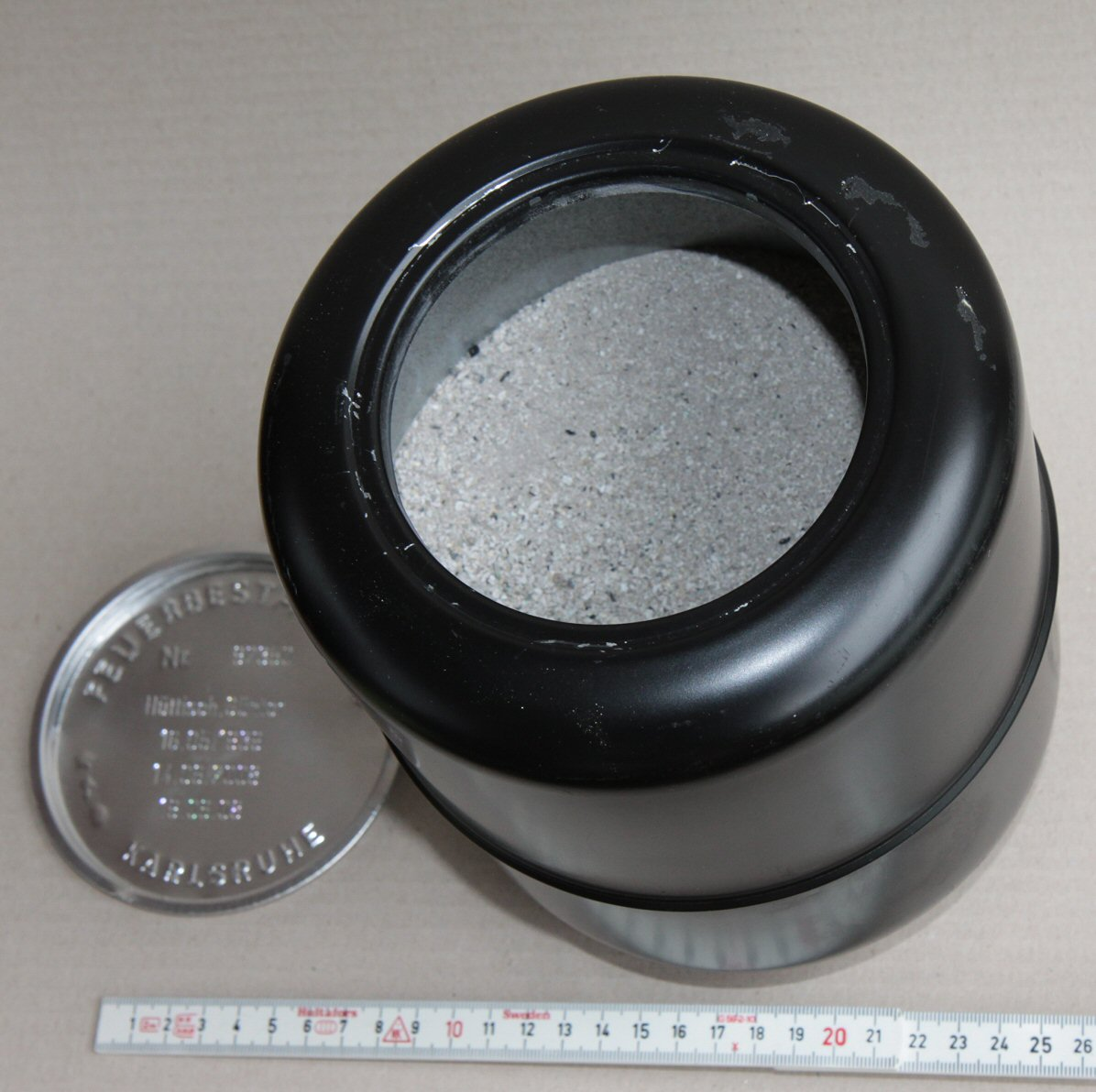
Geopende urn met as

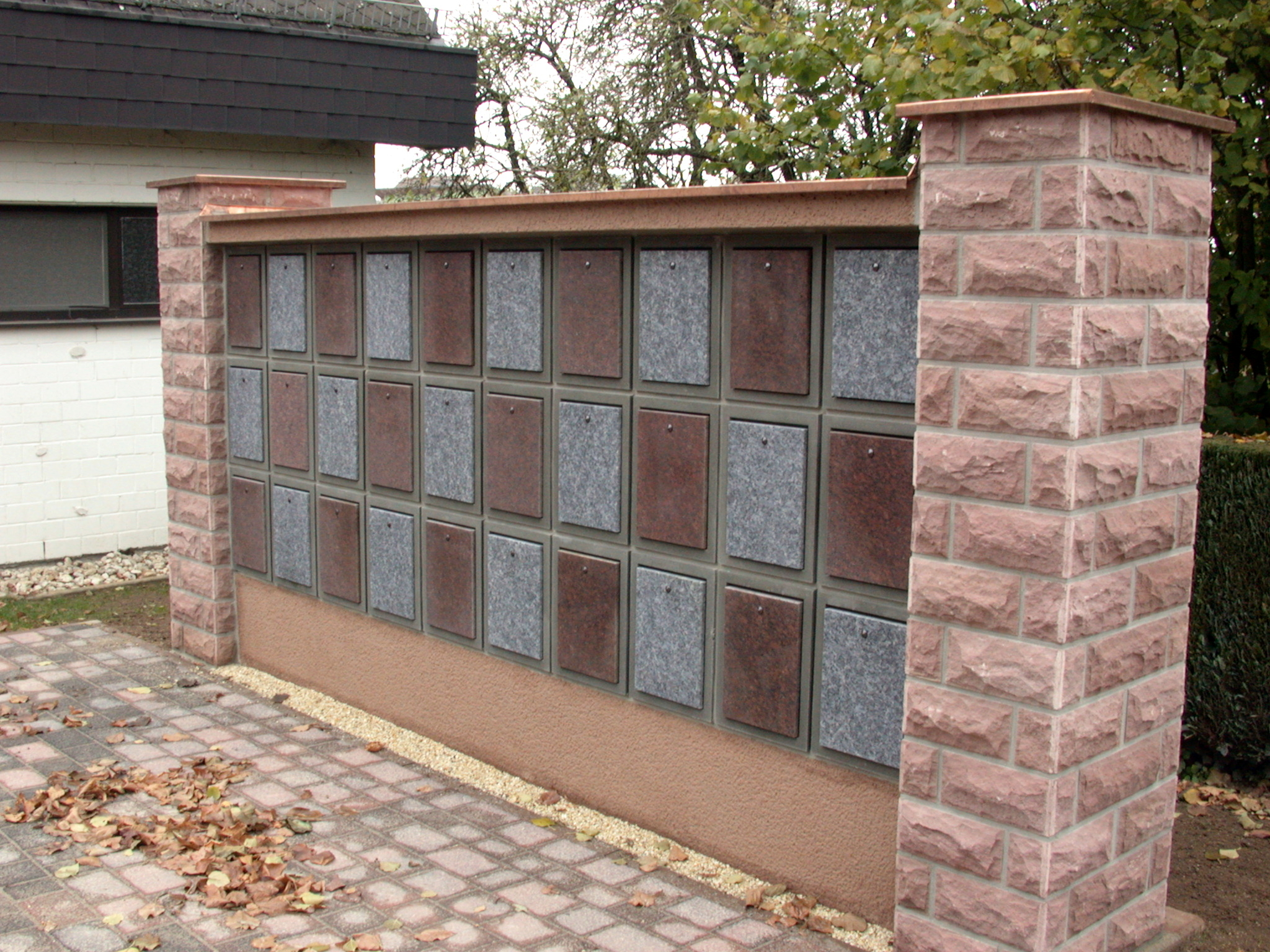
Urnenwand

Tegenwoordig is een crematie bijna volledig geautomatiseerd. De crematieovens zijn computergestuurd. Toch blijft de aanwezigheid van een mens noodzakelijk.
Wanneer de crematieplechtigheid van de overledene is afgelopen wordt de lijkkist naar de ovenruimte gebracht. Een medewerker van het betreffende crematorium gaat dan een aantal verplichte documenten controleren. De gegevens op deze documenten moeten overeenkomen met de gegevens van de overledene en het registratienummer op de kist. Wanneer alle gegevens overeen blijken te komen, wordt het crematiedocument ondertekend en wordt er op de kist een vuurvast steentje gelegd. Dit steentje heeft een uniek nummer. Het steentje wordt gebruikt om eventuele vergissingen te voorkomen. Door het steentje is de latere as dus te identificeren. Eventuele kunststof of metalen handgrepen worden van de kist verwijderd (milieuvoorschrift).
Wanneer het steentje geplaatst is, wordt de kist in de oven gezet. Bij een temperatuur van tussen de 400 en 1100 graden Celsius wordt de kist met daarin het lichaam verbrand. Dit hele proces duurt, afhankelijk van het soort oven, zo'n vijf kwartier tot vier uur. De as van een volwassen persoon weegt ongeveer 2,5 - 3 kg (inclusief kist). Het is een misverstand dat het lichaam verbrandt door vlammen, de verassing geschiedt namelijk door de hoge temperatuur.
Bij het plaatsen van de kist in de oven mag de familie nog aanwezig zijn, echter wanneer de oven gesloten is en het verassingsproces wordt gestart, vaak niet meer.
Na het verassingsproces wordt de oven afgekoeld. Wanneer de oven genoeg gekoeld is, kunnen de overgebleven stoffelijke resten worden verwijderd. De inhoud van de oven bestaat nu enkel nog uit botresten, het vuurvaste steentje en eventuele metaalresten van bijvoorbeeld sieraden, gebitsprothesen en andere prothesen.
De stoffelijke resten, het steentje en het metaal, worden in een aslade verzameld. De metalen worden apart verzameld. Dit betreft zowel chirurgisch staal als bijvoorbeeld schroeven van de kist. Ook wordt edelmetaal van bijvoorbeeld tanden of kiezen teruggevonden. Het edelmetaal en het chirurgisch staal worden bewaard en regelmatig opgehaald door een gespecialiseerd verwerkingsbedrijf, dat deze resten weer verwerkt. Zo ook de overgebleven handgrepen (zie boven). De opbrengst hiervan wordt geschonken aan een goed doel. Iedereen kan via de Landelijke Vereniging van Crematoria goede doelen hiervoor aandragen. Voorwaarden zijn: Nederlands project; specifiek toewijsbaar aan een project, activiteit, onderzoek (afgerond/herkenbaar karakter); op het gebied van gezondheidszorg of met nauwe band.
De van metaalresten ontdane as gaat vervolgens in een ascremulator. Dat is een soort centrifuge, waarin de asresten als het ware fijn gemalen worden door middel van twee of meer stalen ballen. Via een zeef komt de as uit de cremulator in de asbus. Het crematiesteentje wordt voor sluiting in de asbus gedaan. Op die manier is de as altijd herkenbaar.

## België

### Geschiedenis in België
In 1882 werd door vrijzinnigen de Association pour la propagation de la loge crématoire des morts gesticht. Er werd onder meer een bijstandskas opgericht door de Société coöpérative de crémation (1913) voor het bekostigen van crematies in Parijs. Een eerste wetsvoorstel werd in 1908 ingediend, dat zonder gevolg bleef. In 1931 werd luitenant-generaal Louis Bernheim (1860-1931), bekend geworden door de Eerste wereldoorlog, na een nationale begrafenisplechtigheid waarop de koning en de kroonprins aanwezig waren en de katholieke eerste minister de Broqueville het woord had gevoerd, in Parijs gecremeerd. Dit effende de weg voor een nieuwe wet die crematie in België moest toelaten.
Een eerste initiatief voor een crematorium kwam tot stand in Ukkel - Brussel in 1930, door de stichting van de 'Coöperatieve Vennootschap voor Crematie' (privé inrichting). In 1933 werd echter, ingevolge de wet van 1932 de vennootschap overgenomen door de Intercommunale Coöperatieve Vennootschap voor Crematie (I.C.V.C.), gesticht door twaalf gemeenten van de Brusselse agglomeratie. De eerste crematie vond plaats op 21 juni 1933.
Vanaf de tweede helft van de twintigste eeuw kwamen een aantal crematoria tot stand die beantwoordden aan de stijgende vraag naar cremeren. Ze werden gebouwd in Robermont-Luik (1978), Antwerpen (1983), Lochristi-Gent (1989), Turnhout, Vilvoorde, Kortrijk, Leuven, Brugge, Bergen, Hasselt, Gilly-Charleroi, Sint-Niklaas, Lommel, Ciney, Court-Saint-Étienne en Welkenraedt. In 1965 waren er 282 crematies en in 2011 werden er 51.000 uitgevoerd.

### Wetgeving
Ingevolge de oprichting van een crematorium in Ukkel, kwam de wet van 21 maart 1932 tot stand, betreffende de crematie van lijken. Voortaan mocht alleen een openbaar bestuur een crematorium bouwen en beheren.
Een wet in 1971 schafte de verplichting af om over een schriftelijke toelating van de overledene te beschikken om de crematie te kunnen uitvoeren. De assen mochten voortaan begraven worden, geplaatst worden in een columbarium, uitgestrooid op een strooiweide van de begraafplaats.
In 1977 verplichtte een wet dat elke gemeente over strooiweide en een colombarium moest beschikken op de gemeentelijke begraafplaats. Het bouwen van crematoria door privé-vennootschappen werd opnieuw toegestaan.
Een Koninklijk Besluit van 1989 gaf aan elkeen de mogelijkheid om zijn laatste wilsbeschikking inzake teraardebestelling te laten opnemen in het bevolkingsregister van zijn gemeente.
In 1990 regelde een Koninklijk Besluit de wijze van uitstrooien van de assen in de zee.
Een nieuwe wet kwam tot stand in 1998. De belangrijkste wijziging was dat crematoria voortaan opnieuw een monopolie van de overheid werden.
In 1999 verplichtte een wet het gebruik van een oplosbare urn in water bij het onderdompelen van de assen in zee.
Een wet van 2001 liberaliseerde de bestemming van de assen door de mogelijkheid te bieden om ze te bewaren, ze uit te strooien of ze te begraven in een andere plaats dan een begraafplaats of de territoriale wateren. Deze ordening vereist het bestaan van een geschrift van de overledene waarin de wijze van teraardebestelling, de plaats en de verantwoordelijke persoon precies omschreven worden.

### Asbestemming
De nabestaanden hebben een ruime keuze voor de bestemming die ze aan de as willen geven:
- begraven van de asurn op een begraafplaats, in een grafmonument met concessie;
- bijzetten van de asurn in het columbarium van een begraafplaats;
- uitstrooien van de as op de daartoe bestemde 'strooiweide' van een begraafplaats;
- uitstrooien of onderdompelen van de as in de Belgische territoriale zeewateren;
- uitstrooien van de as op een andere plaats;
- bewaren van de asurn op een andere plaats (bijvoorbeeld thuis bij een nabestaande);

## Nederland

### Geschiedenis in Nederland
In 1913 is het eerste crematorium van Nederland in Driehuis, gemeente Velsen, gebouwd door de Koninklijke Vereniging voor Facultatieve Crematie. Deze Vereniging werd in 1874 oorspronkelijk onder de naam "Vereeniging tot invoering der Lijkenverbranding in Nederland" opgericht om cremeren in Nederland mogelijk te maken. Het crematorium bestaat nog steeds en is gevestigd op begraafplaats Westerveld te Driehuis.
In 1955 is het cremeren gelegaliseerd. Hiervoor waren in principe alle crematies in Nederland illegaal, wat overigens niet wil zeggen dat er geen crematies plaatsvonden. In 2003 werden er voor het eerst meer mensen gecremeerd dan begraven in Nederland.

### Plechtigheid
In de Nederlandse crematoria is het mogelijk voorafgaand aan de crematie een afscheidsplechtigheid te houden. Men kan daarvoor gebruikmaken van de aula van het crematorium, waar over het algemeen voorzieningen voor het spelen van muziek aanwezig zijn. In toenemende mate zijn ook andere audiovisuele middelen beschikbaar.
Na de plechtigheid kan de familie meestal gecondoleerd worden in een van de condoleanceruimtes van het crematorium. Op verzoek van de familie kunnen daar ook meer of minder uitgebreide cateringvoorzieningen gerealiseerd worden. De benodigde tijd is door de familie vooraf te bepalen.
De uitvaart volgde vroeger vaak een vast stramien, tegenwoordig is deze steeds meer een persoonlijke aangelegenheid. De identiteit van de overledene bepaalt vaak hoe de uitvaart eruit gaat zien. De muziekkeuze speelt daarbij vaak een belangrijke rol.

### Asbestemming
Na de crematie is het wettelijk verplicht de as een (1) maand in het crematorium te bewaren. De as wordt dan bewaard in wat men noemt "de algemene nis". De algemene nis is niet toegankelijk voor vreemden en nabestaanden.
Men heeft dan langer de tijd om over een bestemming na te denken.

#### As bewaren of bijzetten
- men kan de as thuis bewaren (in huis of tuin).
- men kan de as bijzetten in bijvoorbeeld urnentuin of urnenmuur (columbarium) van een crematorium of begraafplaats.
- men kan de as bijzetten in een bestaand familiegraf.

#### As verstrooien

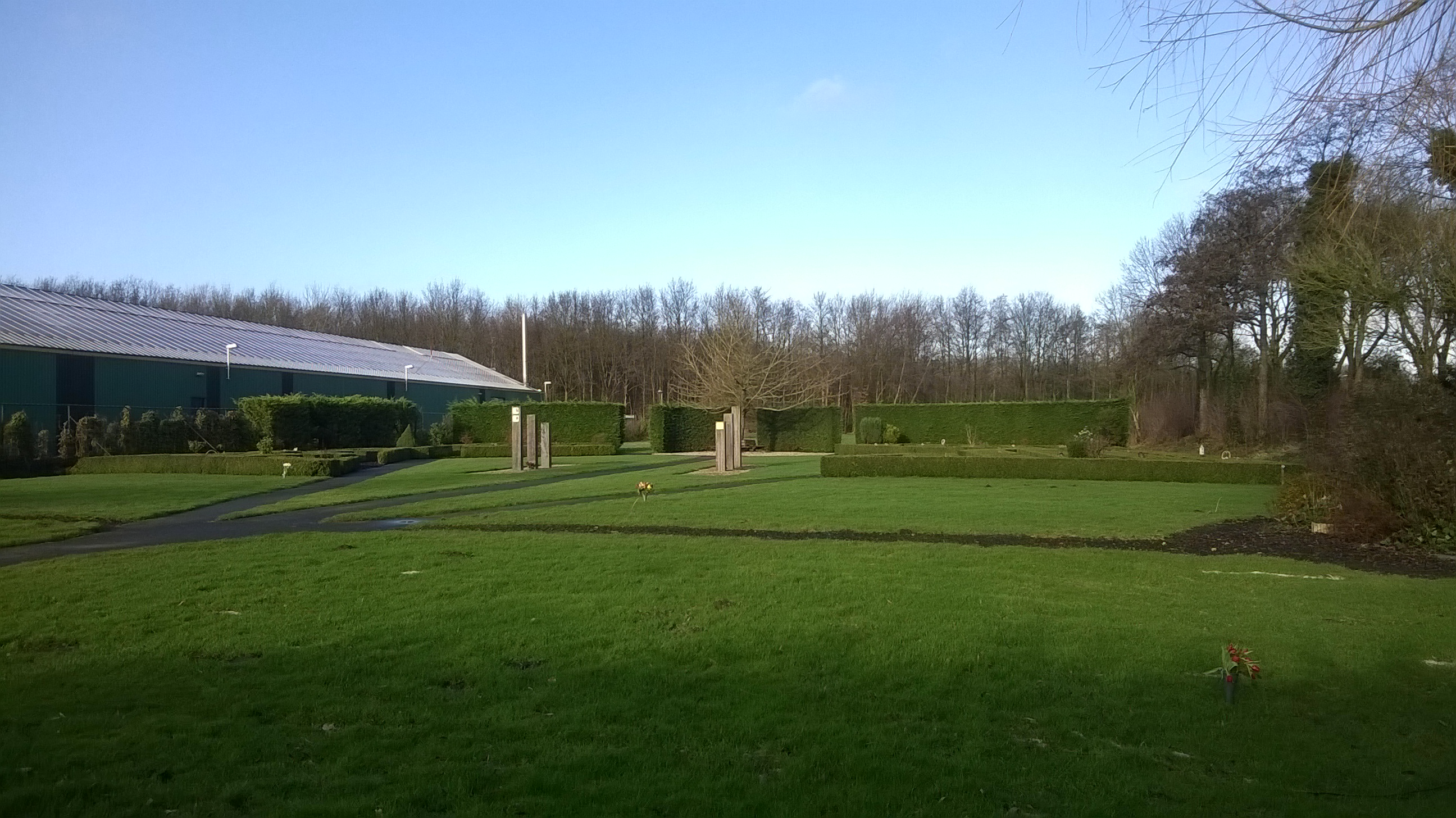
Strooiveld in bij de Algemene begraafplaats Berkhouterweg in Hoorn.

- op 20 tot 25 km hoogte per heliumballon.
- op het terrein van een crematorium (en soms begraafplaats)
- op zee per boot
- op zee per vliegtuig
- op een eigen dierbaar plekje
- op het nationaal verstrooiterrein Delhuyzen
- met toestemming op verschillende Nederlandse binnenwateren, zoals het IJsselmeer, de Randmeren, Friese wateren, het IJ.

#### Combinatie
- Men kan de as verstrooien en bijvoorbeeld een klein deel bewaren in een mini-urn, asmedaillon, glasvoorwerp of anderszins.

#### Nagedachtenis zonder as
- Als er geen as meer aanwezig is en nabestaanden wensen toch nog een gedenkplek te creëren dan bieden veel crematoria de mogelijkheid een gedenkplaatje of gedenksteen op het terrein te plaatsen.